# Formica longicollis
Formica longicollis är en myrart som beskrevs av Oswald Heer 1850. Formica longicollis ingår i släktet Formica och familjen myror. Inga underarter finns listade i Catalogue of Life.